# I Don't Like Mondays
"I Don't Like Mondays" är en sång skriven och komponerad av Bob Geldof och Johnnie Fingers, och inspelad av The Boomtown Rats. Låten är en pianoballad. Texten hämtade inspiration ifrån den då 16-åriga skolflickan Brenda Ann Spencers uttalande efter hennes kända dödsskjutning på sin skola, Cleveland Elementary School, måndagen den 29 januari 1979. Efter att kallblodigt ha skjutit ihjäl vaktmästaren Mike Suchar och rektorn Burton Wragg samt skadat åtta barn och en polis var hennes motivering: ”I don't like Mondays." "This livens up the day.” (Jag tycker inte om måndagar. Detta livar upp dagen).